# Евфимия Всехвальная
Евфи́мия Всехва́льная (Евфимия Халкидонская; ? — 16 сентября 304, Халкидон) — христианская святая, почитаемая в лике великомучеников. Память совершается в Православной церкви 11 (24) июля и 16 (29) сентября, в Католической церкви — 16 сентября.

## Жизнеописание
Согласно житию́, Евфимия была жительницей Халкидона, происходила из христианской семьи. Во время великого гонения при императоре Диоклетиане правитель города Приск повелел собрать всех жителей на праздник в честь бога Арея (Марса). Местная христианская община во время праздника тайно совершала богослужение, за что её члены, в том числе и Евфимия, были арестованы и приведены к правителю. После продолжительных мук христиан отправили на суд к императору, а молодую Евфимию правитель оставил в городе, решив, что без поддержки она не выдержит истязаний: «мучитель изобретал всякие средства, чтобы прельстить её, ласковыми словами, подарками и различными обещаниями уловляя её девическое сердце».
После того как Евфимия отвергла предложения Приска, её подвергли различным истязаниям, в которых, как повествует житие, она осталась невредимой благодаря Божией помощи (от колеса с острыми ножами, которые при вращении отрезали куски тела, её спас явившийся ангел, остановивший колесо и исцеливший раны; в огненной печи, куда Евфимию должны были бросить, воины Виктор и Сосфен увидели двух ангелов и сами стали христианами). Видя мужество Евфимии, Приск приказал отдать её на растерзание зверям:

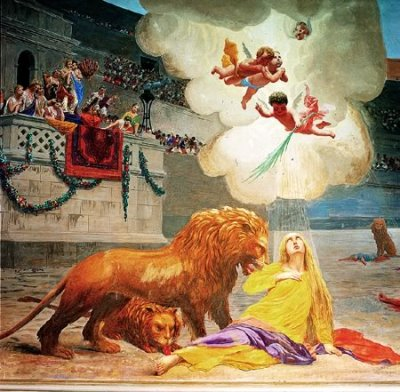
Мученичество святой Евфимии. Фреска в соборе Ровиня

Когда святую вели в цирк, где её должны были растерзать звери, она молилась, чтобы Господь послал конец её мучению, принял душу её в Свои руки и повелел ей из многострадального тела перейти в желанную страну.
Когда святая Евфимия окончила свою молитву, на неё были выпущены звери — львы и медведи, но они, приблизившись к ней, лизали ей ноги. Одна только медведица нанесла ей небольшую рану, из которой потекла кровь; в это время послышался голос с неба, призывавший её в горние обители, и тотчас она предала дух свой Господу, ради Коего со всею преданностью пострадала. И потряслась земля и город заколебался, стены разрушались, храмы падали и всеми овладел великий ужас. Когда же все в страхе убежали из цирка, святое тело мученицы осталось простёртым на земле.
— Димитрий Ростовский. Жития святых, 16 сентября
Тело Евфимии было взято её родителями и похоронено в окрестностях Халкидона. Позднее над её могилой был построен величественный храм, в котором в 451 году проходил Четвёртый Вселенский собор. Мощи святой при императоре Феодосии Великом были перенесены в Александрию, но затем вновь возвращены в Халкидон. Мощи почитались как кровоточивые. По сообщению Евагрия Схоластика, «в той гробнице с левой стороны есть небольшое отверстие, закрывающееся маленькой дверцей. В это отверстие до самых святых останков впускают длинный железный прут, с привязанной к концу губкой, и повернув там губку, извлекают её вместе с прутом полную крови и кровяных печёнок».

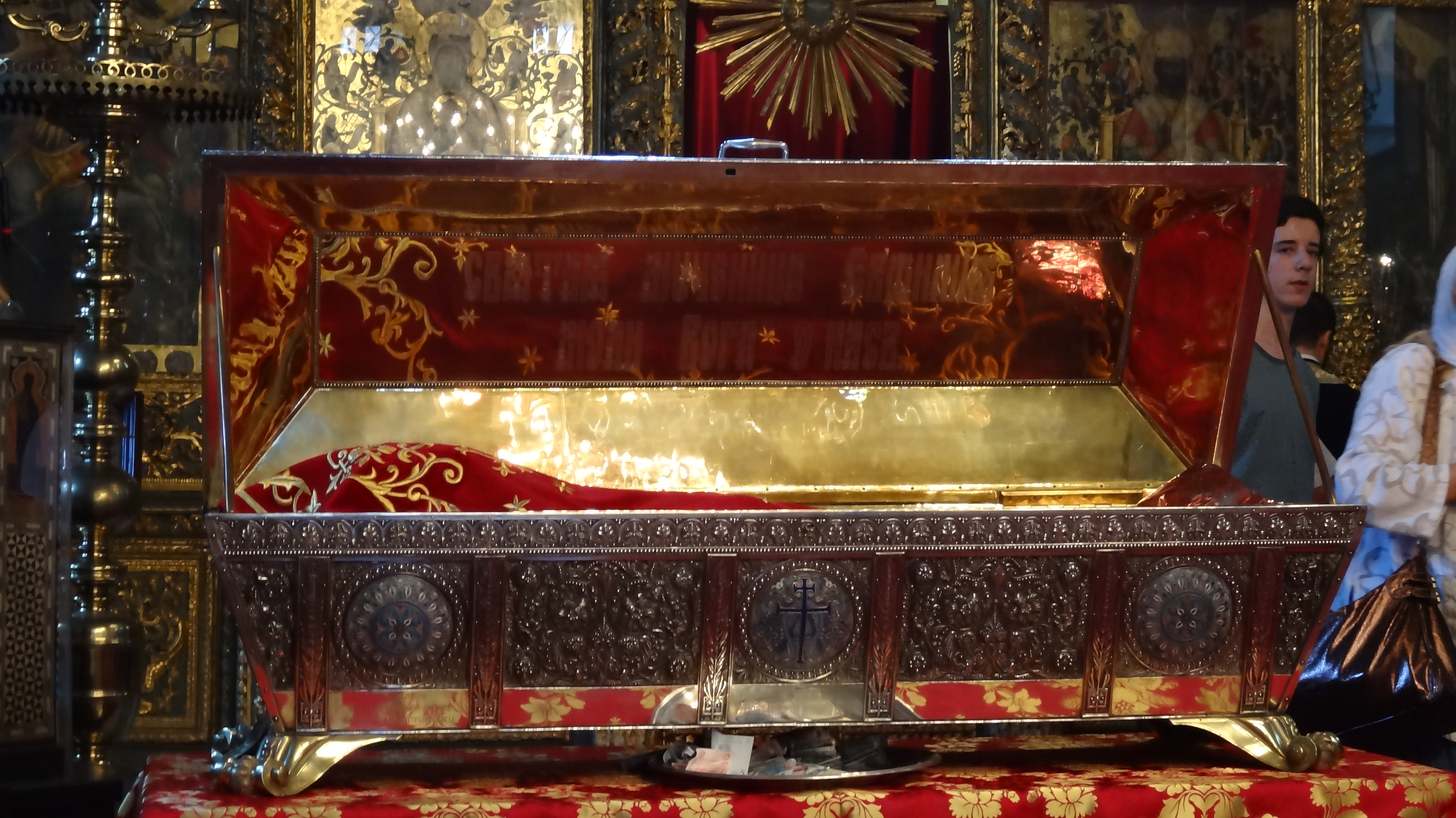
Рака с мощами Евфимии в стамбульском соборе Святого Георгия 11 июля 2012 года (рака в день праздника святой поставлена посреди храма, крышка открыта)

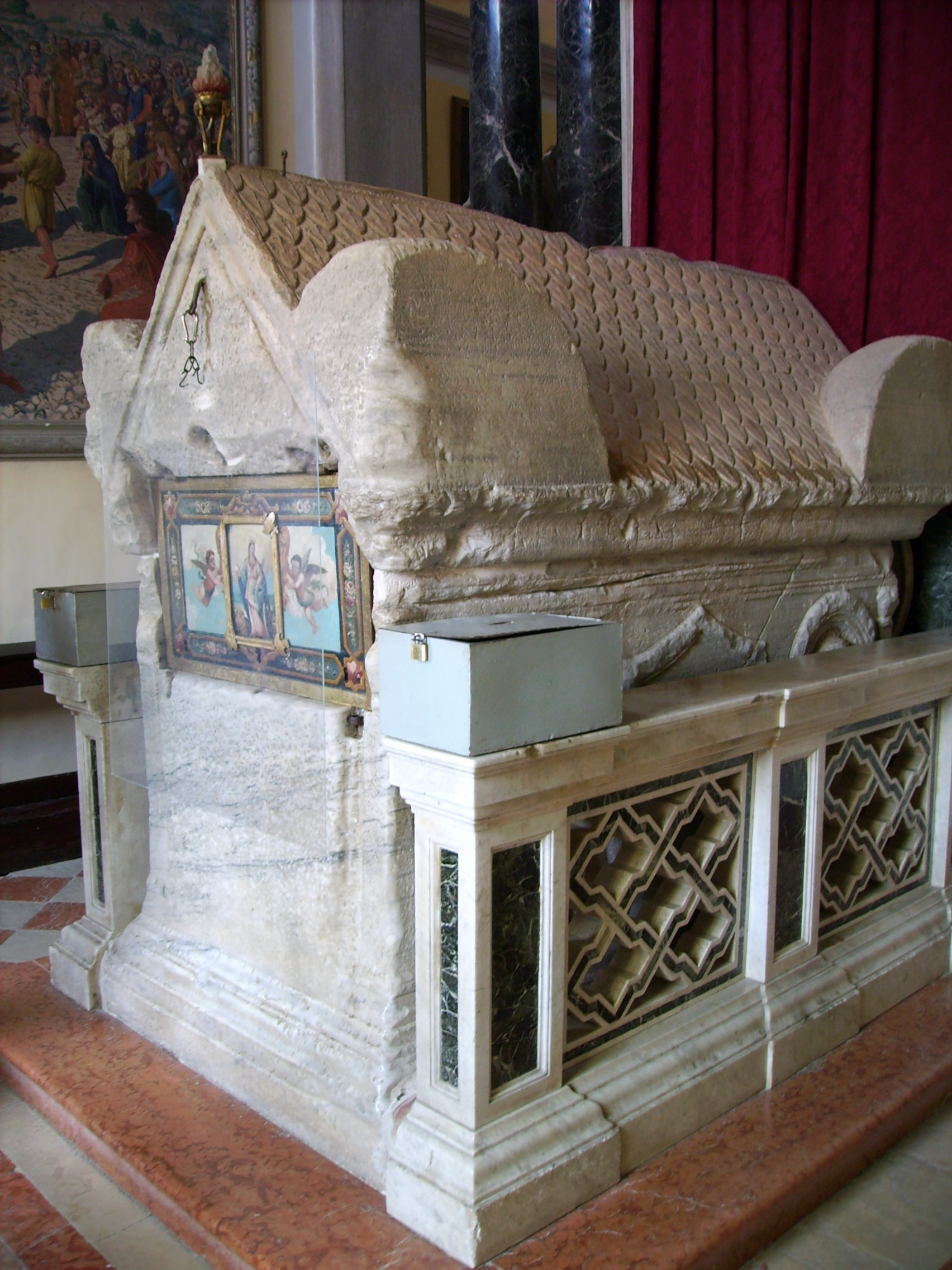
Саркофаг, согласно местной легенде, с мощами святой Евфимии в Ровине

В 617 году после завоевания города персами мощи перенесли в Константинополь. В период иконоборчества при императоре Константине Копрониме мощи Евфимии были выброшены в море и, как повествует Священное Предание, были обнаружены у берегов острова Лимасол, где тайно хранились в местной церкви под спудом. При императрице Ирине мощи святой Евфимии были торжественно возвращены в Константинополь. В настоящее время мощи святой покоятся в серебряной раке, изготовленной в России, в соборе Святого Георгия в Фанаре.
Существует предание, что в 800 году саркофаг с мощами святой исчез из Константинополя и был найден в хорватском городе Ровинь, где для него был построен храм, а святая Евфимия объявлена святым покровителем города. В настоящее время он является местом христианского паломничества к мощам великомученицы Евфимии.

## Чудо святой Евфимии
Согласно сочинениям X века, Синаксарю Константинопольской церкви и Минологию Василия II, в 451 году в Халкидоне в храме великомученицы Евфимии проходили заседания Халкидонского собора, на котором шли споры с монофизитами о наличии в Иисусе Христе двух природ: божественной и человеческой, константинопольский патриарх Анатолий предложил Собору решить этот спор через обращение к Богу посредством мощей святой Евфимии. Была вскрыта рака с её мощами, и на грудь святой положили два свитка с православным и монофизитским исповеданием веры. Раку закрыли и в присутствии императора Маркиана опечатали. На три дня участники Собора наложили на себя строгий пост и усиленно молились:

С наступлением четвёртого дня пришёл царь и весь собор к честному гробу святой и, когда, сняв царскую печать, открыли гроб, то увидели, что свиток правоверных святая великомученица держит в правой руке, а свиток зловерных лежит у ней в ногах. Удивительнее же всего было то, что она, протянув руку как живая, подала царю и патриарху свиток с правым исповеданием.
— Димитрий Ростовский. Жития святых, 11 июля
В память о данном чуде в Православной церкви установлено особое празднование в честь святой Евфимии — «Воспоминание чуда великомученицы Евфимии всехвальной, имже православие утвердися», совершаемое 11 июля (по юлианскому календарю), что является весьма редким в литургической практике.
Сохранились документы заседаний (деяний) Халкидонского собора, они напечатаны в 3 и 4 томе книги «Деяния Вселенских Соборов»; в них рассказ о наличии двух составленных свитков с вероисповедованием, об обращении за помощью к мощам Евфимии и о чуде, произошедшем от мощей, — отсутствует.